# Нейц Кайтазович
Нейц Кайтазович (11 січня 1982 , Крань) — словенський футбольний арбітр. Арбітр ФІФА та УЄФА з 2017 по 2022 рік. З 2012 року судить матчі Першої ліги.
29 липня 2012 року Кайтазович судив свій перший матч у національній лізі Словенії. В матчі між НК «Алюміній» і НК «Домжале» (0–1) арбітр тричі показав жовту картку.
Дебютував у єврокубках 19 липня 2018 року в матчі між «Слованом» (Братислава) та «Мілсамі» (Оргеїв) у рамках першого кваліфікаційного раунду Ліги Європи УЄФА. Гра закінчилася з рахунком 5–0, і Кайтазович показав трьом гравцям жовті картки.
Свій перший міжнародний матч на рівні збірних команд він провів 10 жовтня 2019 року, коли Сербія перемогла з рахунком 1–0 Парагвай завдяки голу Александара Мітровича. Під час цього матчу Кайтазович показав сім жовтих карток, дві з яких отримав парагвайець Мігель Альмірон.
У квітні 2024 року його обрали одним із відеоарбітрів, які братимуть участь у Чемпіонаті Європи 2024 року в Німеччині.

## Міжнародні матчі
| Дата            | Місце                        | Матч                              | Результат | Турнір             | ЖК | YK · YK · RK | RK |
| --------------- | ---------------------------- | --------------------------------- | --------- | ------------------ | -- | ------------ | -- |
| 10 жовтня 2019  | Крушеваць, Сербія            | Сербія — Парагвай                 | 1 — 0     | товариський        | 6  | 1            | 0  |
| 27 березня 2021 | Зениця, Боснія і Герцеговина | Боснія і Герцеговина — Коста-Рика | 0 — 0     | товариський        | 5  | 0            | 0  |
| 3 червня 2021   | Санкт-Галлен, Швейцарія      | Швейцарія — Ліхтенштейн           | 7 — 0     | товариський        | 0  | 0            | 0  |
| 10 червня 2022  | Андорра-ла-Велья, Андорра    | Андорра — Ліхтенштейн             | 2 — 1     | Ліга націй 2022/23 | 6  | 0            | 0  |